# Clara de Buen Richkarday
Clara de Buen Richkarday (* 1954 in Mexiko-Stadt) ist eine mexikanische Architektin.

## Biografie
De Buen studierte an der Fakultät für Architektur und Stadtplanung der Universidad Iberoamericana. Seit 1984 arbeitet er mit Aurelio Nuño Morales, Carlos Mac Gregor Ancinola und Francis Sáenz zusammen im gemeinsamen Architekturbüro Despacho Nuño, Mac Gregor y de Buen Arquitectos S. C. Für ihre Arbeiten wurde sie mehrfach ausgezeichnet, unter anderem mit der  Goldmedaille der IAA bei der VI. Internationale Architektur Biennale „Interarch '91“ und einem Sonderpreis der Stadt Frankfurt am Main für die Entwürfe verschiedener Bahnhöfe der Linie A der U-Bahn Mexiko-Stadt.